# Idiornithidae
De Idiornithidae zijn een familie van uitgestorven vogels uit het Midden-Eoceen tot het Laat-Oligoceen van Europa, behorende tot de Cariamiformes (seriema-achtigen).  

## Fossiele vondsten
Fossielen van de vogels zijn voornamelijk gevonden in de fosforietlagen van Quercy in het zuidwesten van Frankrijk, waar ze de meest voorkomende vogelfossielen zijn. Er zijn ook vondsten gedaan in de Groeve Messel in Hessen en in het Geiseldal in Saksen-Anhalt.  Alleen van Idiornis tuberculata is een anatomisch samenhangend skelet met schedel gevonden, terwijl van de overige soorten beperktere delen van het skelet gevonden zijn.

## Kenmerken
De Idiornithidae waren middelgrote vogels met slanke, lange poten en leken op de huidige seriema's (Cariamidae). Ze waren echter kleiner, sommige hadden de grootte van een middelgrote fazant. Van de vijf geslachten hebben alleen Gypsornis en Idiornis meerdere postcraniale botten overgehouden en alleen van Idiornis tuberculata was een geleed skelet (gevonden in anatomische context) inclusief schedel gevonden. Over het algemeen vertoonde het beenderskelet grote gelijkenis met dat van de seriema's. De hypotarsus, de benige uitstulping aan de achterkant van de vogelpoot, was kubusvormig en had geen groeven voor de buigpezen van de tenen (zoals bij de seriema's). Het coracoïde (het ravenbeksbeen in de schoudergordel) was ook vergelijkbaar met dat van de seriema's.
De fossielen uit Quercy, waar een meer droog klimaat heerste en het landschap meer open was, waren beter aangepast aan een op de grond levende, lopende levenswijze dan die uit de Duitse fossiele afzettingen, waar meer bos aanwezig was.

## Indeling
De familie Idiornithidae omvat de volgende geslachten:
- Gypsornis
- Idiornis
- Oblitavis
- Occitaniavis
- Propelargus